# Motril Club de Fútbol
Il Motril Club de Fútbol, meglio noto come Motril, è stata una società calcistica spagnola con sede nella città di Motril.

## Storia
Il Motril ha partecipato per la prima volta alla terza divisione nel 1997, rimanendovi per sei stagioni di fila. Nella stagione 2001-2002 chiuse la stagione regolare al primo posto nel gruppo IV, ma perse i play-off promozione contro il Getafe.
Dal 2003 al 2012, il Motril ha giocato in quarta serie, accedendo ai play-off per la promozione in cinque occasioni, sempre senza successo. Nel luglio 2012 la società ha dichiarato fallimento, a causa di pesanti debiti e difficoltà finanziarie.
A seguito di ciò, nello stesso anno è stato fondato il Club de Fútbol Motril, che si propone come erede della tradizione calcistica della città, con il quale però non ha nessun legame sportivo.

## Palmarès

### Competizioni nazionali
- Segunda División B: 1

2001-2002
- Tercera División: 1

1966-1997

### Altri piazzamenti
- Tercera División:

Secondo posto: 2003-2004, 2009-2010
Terzo posto: 2005-2006, 2008-2009